# Baia di Robertson
La baia di Robertson (in inglese Robertson Bay) è una baia della terra della regina Victoria, Dipendenza di Ross, in Antartide.
Localizzata ad una latitudine di 71° 25′ S ed una longitudine di 170° 00′ E, si estende per circa 22 km tra capo Adare e capo Barrow. 
Scoperta nel 1841 da James Ross è stata intitolata a John Robertson, chirurgo della nave Terror